# Marcel M. Brombart
Marcel M. Brombart (* 1907 in Błaszki, Polen; † nach 1980) war ein belgischer Arzt und Radiologe, insbesondere auf dem Gebiet der Diagnostik des Magen-Darm-Traktes. Zu diesem Thema veröffentlichte er mehrere Bücher.

## Leben
Brombart studierte an der Universität Brüssel. Er wurde Chefarzt der Röntgenabteilung in der Cesar-de-Paepe-Klinik in Brüssel. Brombart war Mitglied des Racing Club de Bruxelles.

## Wirken
Wichtigster Schwerpunkt der Arbeit von Marcel Brombart war die Diagnostik des Verdauungstraktes. Hierbei legte er besonderen Wert auf die von ihm so genannte „funktionelle Radiologie“, die es erlaubt, „Verdauungsorgane lebend, in Bewegung und Funktion zu sehen“. Auf ihn geht die Stadieneinteilung des Zenker-Divertikels mit vier Stadien zurück.
Brombart war im Jahr 1960 Präsident der „Königlich-belgischen Gesellschaft der Gastroenterologie“ (Société Royal Belge de Gastro-Entérologie).

## Veröffentlichungen
- Brombart, M. und Segers, M.: L'œsophage en cardiologie: Etude radiologique de l'œsophage dans les cardiopathies congénitales et acquises. 1953.
- Le diverticule pharyngo-oesophagien de Zenker. Considerations pathogenetiques. In: Société Royal Belge de Gastro-Entérologie (Hrsg.): Journal Belge de Radiologie. Nr. 76, 1953, S. 128
- La Radiologie Clinique de l'Oesophage. In: Radio-diagnostic et radio-anatomie de précision Masson et Cie, Paris 1956.
- Brombart, M. und Monges, H.: Atlas de radiologie clinique du tube digestif. Masson et Cie, Paris 1964.
- Radiologie des Verdauungstraktes. Thieme Verlag, Stuttgart/New York 1980, ISBN 3-13-586301-8.